# Wit-Russisch basketbalteam (vrouwen)
Het Wit-Russisch nationaal basketbalteam is een team van basketballers dat Wit-Rusland vertegenwoordigt in internationale wedstrijden. Het land, dat na de onafhankelijkheid van de Sovjet-Unie in 1991, schreef zich in 1992 in als lid van FIBA Europe. Het Wit-Russisch nationaal basketbalteam heeft zich tot op heden twee keer kunnen kwalificeren voor een Wereldkampioenschap basketbal, en acht keer voor Eurobasket vrouwen en een twee op het basketbalonderdeel van de Olympische Zomerspelen. Een overgroot deel van de Wit-Russische internationals basketballen in het buitenland (voornamelijk bij teams uit Oekraïne en Polen). 

## Wit-Rusland tijdens internationale toernooien

### Wereldkampioenschap basketbal
- WK Basketbal 2010: 4e
- WK Basketbal 2014: 10e

### Eurobasket
- Eurobasket vrouwen 2007:
- Eurobasket vrouwen 2009: 4e
- Eurobasket vrouwen 2011: 9e
- Eurobasket vrouwen 2013: 5e
- Eurobasket vrouwen 2015: 4e
- Eurobasket vrouwen 2017: 15e
- Eurobasket vrouwen 2019: 13e
- Eurobasket vrouwen 2021: 4e

### Olympische Spelen
- Olympische Spelen 2008: 6e
- Olympische Spelen 2016: 9e